# Бастіон (фільм)
«Бастіон» — радянський художній фільм 1983 року, знятий режисером Каковом Оразсяхедов на кіностудії «Туркменфільм».

## Сюжет
Влітку 1918 року обстановка в Закаспії була особливо складною. Меншовицький уряд на чолі з Фунтіковим захопив владу. Лише місто-фортеця Кушка залишається радянським. Гарнізон перейшов на бік більшовиків. У фортеці зосереджені великі запаси зброї та снарядів, що особливо приваблює меншовиків та англійців, що допомагають їм. Командувач гарнізоном колишній царський генерал Востросаблін вирішує не здавати фортеці. Для цього він разом із комісаром Моргуновим розробляє план оборони. Білий полковник Зиков за підтримки басмачів та англійців сподівається взяти Кушку. Але жорстке протистояння сторін закінчується перемогою захисників фортеці.

## У ролях
- Керім Аннанов — поручик Назаров
- Ніна Колчина-Бунь — Марія, наречена поручика Назарова
- Віталій Медведєв — Моргунов, комісар
- Павло Махотін — Олександр Павлович Востросаблін, колишній царський генерал
- Юрій Дідович — Зиков, командувач фронту Білої армії (Закаспійський тимчасовий уряд) у Туркестані, полковник
- Станіслав Фесюнов — Дем'янов, машиніст, більшовик
- Артик Джаллієв — Однорукий, нукер Салімурада
- Айдогди Оразов — Ашир-ага
- Вапа Мухамедов — Нури-ага
- О. Оразсахатов — Арслан
- Тетяна Рустамова — Айджемал
- Євген Малуха — Мартиненко, помічник машиніста
- Леонід Яновський — ротмістр Дальцев (озвучив Олександр Дем'яненко)
- Герман Колушкін — Кудрявцев, військспец у більшовиків
- Язгельди Сеїдов — Керім-ага, багатий торговець (дублював Юрій Саранцев)
- Каков Оразсяхедов — Салімурад, ватажок місцевих племен туркменів, який виступив проти більшовиків
- Ігор Боголюбов — Фомін, старий машиніст, більшовик
- Олексій Кожевников — Дорер, меншовик, із дворян
- Анатолій Карпухін — полковник Купін, білий офіцер, із кадетів
- Віктор Терехов — Бондар, червоноармієць
- Енвер Аннакулієв — Аманов, комсомолець
- Павло Кашлаков — Вілфред Маллесон, голова британської військової місії
- Сапар Одаєв — басмач із загону Однорукого
- Сапармухаммед Джаллиєв — епізод
- М. Карлієв — епізод
- М. Аннаєв — епізод
- Людмила Серьогіна — епізод
- К. Баширов — епізод
- Анатолій Барчук — офіцер армії полковника Зубова
- Володимир Костюк — начальник контррозвідки
- М. Андріященко — епізод
- Галина Зайцева — епізод
- Юрій Єрмолаєв — епізод
- Гелій Сисоєв — епізод
- Хоммат Муллик — солдат армії полковника Зубова

## Знімальна група
- Режисер — Каков Оразсяхедов
- Сценаристи — Вадим Лєтов, Едуард Тропінін
- Оператор — Анатолій Карпухін
- Композитор — Нури Халмамедов
- Художники — Гусейн Гусейнов, Олександр Чернов